# Khoan định hướng
Khoan định hướng là một kỹ thuật khoan các giếng không theo chiều thẳng đứng. Nó có thể được chia thành 3 nhóm chính: Khoan định hướng mỏ dầu, thiết bị khoan định hướng (hay H.D.D., khoan nghiêng) và vỉa than định hướng.

## Lịch sử
Mục đích đầu tiên của công nghệ khoan này là thu hồi sản phẩm. Điều đầu tiên là việc nhận thấy rằng các giếng dầu (hoặc giếng nước, vì chúng cạn hơn nên chủ yếu sử dụng trong công nghiệp dầu khí) không nhất thiết phải thẳng đứng. Sự nhận thức này được tiếp nhận khá chậm chạp và thực sự không gây được sự chú ý của ngành công nghiệp dầu khí mãi cho đấn cuối thập niên 1920 khi có một vài vụ kiện tụng cho rằng các giếng được khoan từ một giàn khoan của một chủ thể đã xuyên qua ranh giới của nó vào đi một vỉa của một chủ thể khác kế bên.
Việc đo đạc độ nghiêng của một giếng khoan (so với phương thẳng đứng) tương đối đơn giản, chỉ cần dùng con lắc. Tuy nhiênm để đo góc phương vị (phương so với tọa độ địa lý trong đó giếng khoan đang chạy nghiêng theo phương thẳng đứng) thì khó hơn nhiều. Trong một số trường hợp cụ thể, có thể sử dụng từ trường nhưng nó có thể bị ảnh hưởng bởi các vật dụng kim loại sử dụng trong khi khoan. Một tiến bộ khác đã được sử dụng để hiệu chỉnh la bàn hồi chuyển nhỏ bởi Sperry Corporation, tổ chức đã làm các la bàn tương tự để định vị trong không gian. Sperry thực hiện nó trong hợp đồng với Sun Oil (tổ chức liên quan đến vụ kiện ở trên), và công ty "Sperry Sun", một chi nhánh của nó tồn tại đến ngày nay và sáp nhập vào Halliburton. Ba thành phần được đo đạc tại các điểm cho trước và một điểm tại giếng khoan đã biết để xác định vị trí của nó: độ sâu tại điểm đang xác định (độ sâu đáy), độ nghiên tại điểm đó, và góc phương vị từ. Kết hợp 3 thành phần này lại được điểm cần xác định. Xác định một loại các điển này sẽ vẽ được đường đi và vị trí của giếng khoan.